# Tiếng H'roi
Tiếng H'roi (hay Haroi, Chăm H'roi) là một ngôn ngữ Chăm của Việt Nam. Nó được nói bởi người Chăm H'roi (Chăm Hời) sống ở các tỉnh Bình Định và Phú Yên.